# 报刊的四种理论
美国伊利诺大学教授弗雷德·西伯特（Fred S. Siebert）、西奥多·彼得森（Theodore Peterson）和韦尔伯·施拉姆（Wilbur Schramm），1956年出版《报刊的四种理论》（Four Theories of the Press）。其中有威权主义媒介规范理论，自由主义媒介规范理论，社会责任理论及蘇聯共產主義理論。

## 主要观点

### 集权主义理论（威权主义媒介规范理论）
人类传播史上第一种也是最古老的一种传播制度理论。来自英国王朝1586年发布的《星法庭法令》。

　代表：馬基維利《君主论》，《大清报律》和“法西斯宣传”等。

　“国家安全高于一切，为保卫国家安全、维护国家利益，就必须严格制约自由讨论和信息的传播。”“对当权者或当局制度的批判属于犯罪行为，法律严惩。

　政府有权对所有出版物进行事先检查。”

### 自由主义理论（自由主义媒介规范理论）
这一报刊理论兴起于17-19世紀。

　代表：約翰·密爾頓《论出版自由》（Areopagitica），

　观点的自由市场：不管观点是正确的还是错误的，都应该让他在报刊上出现，自由讨论，有可能在讨论中在一定时代中错误有可能压倒真理，但真理在历史长河中不断吸取力量，最终修正谬误而重现真理的光彩。

　约翰·密尔《论自由》，反对多数人的暴力：多数人有可能压制少数人的不同意见，压制少数人不同观点也是一种暴力。
自由论的基本主张可以概括为三点：
1. 个人权益高于一切，所为国家归根到底应用来保护个人权益。
2. 之所以允许人们有言论自由，是因为人是具有理性的动物。
3. 真理只有在各种意见展开“自由而公正”的竞争中才能产生，才能发展。

自由论自然坚决反对对新闻活动实施的任何形式的限制，倡导让新闻媒介随意报道任何事实，不受任何干预，畅所欲言，自由行事，为社会新闻受众提供尽可能广阔的选择空间和判断余地，从而使他们能够得出尽可能真切的结论。

### 社会责任理论
1947年报告《自由与负责的报刊》(A Free and Responsible Press)T.B.佩特森，美国新闻自由委员会。社会责任理论可以说是自由主义理论的改良。自由主义的“观点的公开市场”往往和社会现状的尖锐矛盾。只强调传播者的权利，未涉及到受传者的权利。大众传播具有很强的公共性，媒介必须对社会和公众承担一定的责任与义务。媒介的传播应该符合真实性，正确性，客观性，公正性等专业标准。受众有权要求媒介从事高品位的传播。

### 苏联的共产主义理论
苏共理论为對古老的集权主义加以延伸。